# زاغه سفلی
زاغه سفلی، روستایی از توابع بخش سارال شهرستان دیواندره در استان کردستان ایران است.

## جمعیت
این روستا در دهستان کوله قرار دارد و براساس سرشماری مرکز آمار ایران در سال۱۴۰۱، جمعیت آن ۱۲۰۰ نفر (۲۰۰خانوار) بوده‌است.